# Pojkarne

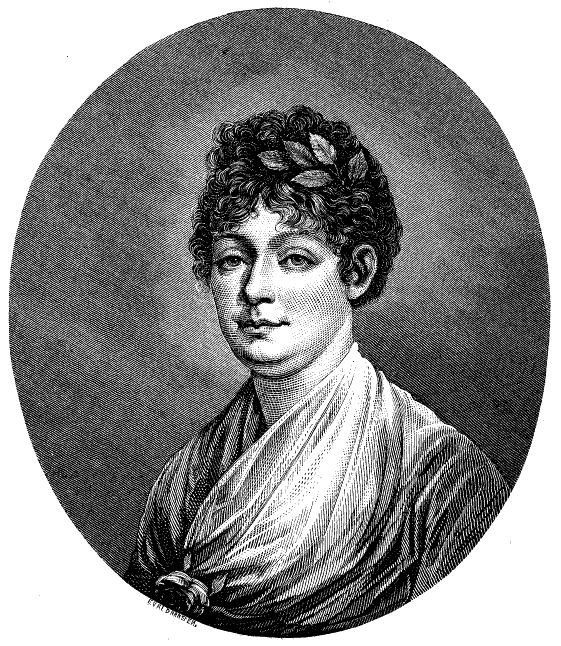
Anna Maria Lenngren, ur Svenska Familj-Journalen.

Pojkarne eller Jag minns den ljuva tiden är en dikt från 1797, skriven av Anna Maria Lenngren. Förr brukade den citeras på återföreningsfester för gamla skolklasser.
Dikten är skriven efter en melodi av Christoph Willibald Gluck.

## Handling
Dikten skildrar gamla minnen från barndomen och skolan. Vid sidan av minnena beskrivs också det dåtida klassamhället, och den driver med adel och borgare.  Dikten talar om hur barn inte gör skillnad på olika samhällsklasser, men som äldre börjar konkurrera om titlar.
Dikten hyllar även den Franska revolutionens ideal.

### Fotnoter
1. ↑  ”Anna Maria Lenngren (1754-1817)”. Litteraturbanken. https://litteraturbanken.se/red/skola/lyrik/pdf/elev_gy_Lenngren.pdf. Läst 25 januari 2019.
2. ↑  ”Anna Maria Lenngren”. Kulturella spår. Arkiverad från originalet den 4 mars 2016. https://web.archive.org/web/20160304213924/http://kulturellaspar.se/litteratur/anna-maria-lenngren. Läst 18 september 2012.
3. ↑  ”Anna Maria Lenngren”. Dagens visa. http://www.dagensvisa.com/minata/aml_hist.html. Läst 18 september 2012.
4. ↑  ”Lenngren och Kellgren”. MJ Läromedel. http://www.mjlaromedel.se/images/webbprov-lenngren.pdf. Läst 18 september 2012.
5. ↑  ”Lenngren, Anna Maria”. Liberala världen. http://ohlininstitutet.se/liberala-biblioteket/personer/lenngren-anna-maria/. Läst 18 september 2012.